# Altweert
Altweert (Limburgs: Altwieërt of Aovert) is een buurtschap in het zuidwestelijk deel van Weert, in de Nederlandse provincie Limburg.
Altweert is oorspronkelijk de naam van een buurtschap, die verspreid ligt rond de Altweerterkapelstraat en de Bregterweg. Hier staat de Sint-Antoniuskapel uit het jaar 1723, in de volksmond ook wel 'Theuniskapel' of 'Verkeskapelleke' genoemd.
In de jaren '70 van de 20e eeuw werd in de bossen nabij Altweert een bungalowpark gebouwd. 
Altweert wordt met de noordelijk aangrenzende buurt als één geheel gezien: de wijk Kazernelaan. Deze wijk telt ruim 1500 inwoners. Er zijn weinig eigen voorzieningen. 
Ten oosten van Altweert ligt de wijk Keent, en een paar kilometer ten zuiden het kerkdorp Altweerterheide.
De straatnamen in het bungalowpark zijn vernoemd naar beroemde kunstschilders, waaronder Rembrandt en Van Gogh.
|  |               | Boshoverbeek (Weert) |  |                                |
|  |               |                      |  |                                |
|  | Keent (Weert) |                      |  |                                |
|  |               |                      |  |                                |
|  |               | Altweerterheide      |  | Dijkerstraat (Altweerterheide) |

Stad: Weert

Kerkdorpen: Altweerterheide · Laar · Stramproy · Swartbroek · Tungelroy 

Buurtschappen: Altweert · Bosven · Breyvin · Castert · Crixhoek · De Berg · De Boberden · De Horst · Dijkerstraat · Hei · Houtbroek · Hushoven · Oud-Boshoven · Rietbroek · Vlootkant · Wisbroek

Woonwijken: Boshoven (Vrakker · Oda · Oud-Boshoven) · Laarveld · Molenakker · Kampershoek · Fatima · Weert-Centrum · Biest · Groenewoud · Leuken (Vrouwenhof · Leuken-Noord) · Keent (Parkhof) · Moesel · Graswinkel · Rond de Kazerne (Altweert · Boshoverbeek) 

Limburg: Steden en dorpen      Nederland: Provincies · Gemeenten